# 梅酢
梅酢（うめず）は、梅干しの製造工程で生じる副産物。梅を塩漬けしている時に出てくる汁のこと。

## 種類
梅酢には白梅酢（白干しの梅酢）と赤梅酢（紫蘇着色梅酢）がある。
白梅酢
梅干しの製造過程でウメと塩を混合して重石をすると塩の浸透圧と荷重負荷によりウメから水分が出てくるが、これを白梅酢という。ウメと塩を漬け込んで数日すると全体に塩がなじんで白梅酢に浸るようになる（白梅漬け）。この梅を土用干しした梅干しを白干しという。
赤梅酢
赤紫蘇を塩で揉んで赤汁（灰汁）を取り除いた後、漬けているウメから取った白梅酢にこの赤紫蘇を加えて赤く発色させたものを赤梅酢という。この梅を土用干しした梅干しを赤紫蘇漬けという。

## 加工品
梅酢を濾過して乾燥させていくと、約30%蒸発したところで食塩の析出がはじまり、約50%蒸発すると塩の半分を回収できる。この回収された調味塩を梅塩という。乾燥させるほど有機酸やウメ由来の成分は高くなる。また、この工程でクエン酸を多量に含有する粘性のある梅酢エキス分も抽出される。

## 工芸技術での利用
日本では金属処理に梅酢や食酢を利用したが、特に梅酢は研磨脱脂用に用いられた。また、梅酢は銀古美液による銀製品の着色など金属の着色にも用いられた。